# Nierembergia tucumanensis
Nierembergia tucumanensis là loài thực vật có hoa trong họ Cà. Loài này được Millan mô tả khoa học đầu tiên năm 1941.